# ホークモン
ホークモンはデジタルモンスターシリーズに登場する架空の生命体・デジタルモンスターの一種。

## 概要
デジモンアドベンチャー02で初登場。携帯機にはD-3Ver.2から登場した。名前の由来は鷹を意味する英単語「hawk」。

## 種族としてのホークモン
礼儀正しい鳥型デジモン。古代種デジモンの一種。

### 基本データ
- 世代/成長期
- タイプ/鳥型
- 属性/フリー
- 必殺技/フェザースラッシュ
- 得意技/ループ・ザ・ホーク、ビークペッカー
- 勢力/ウィンドガーディアンズ

### 亜種・関連種・その他
アロモン
ホークモンが勇気のデジメンタルで進化したアーマー体。
リンクモン
ホークモンが友情のデジメンタルで進化したアーマー体。
ホルスモン
ホークモンが愛情のデジメンタルで進化したアーマー体。
フライビーモン
ホークモンが知識のデジメンタルで進化したアーマー体。
シュリモン
ホークモンが純真のデジメンタルで進化したアーマー体。
オルカモン
ホークモンが誠実のデジメンタルで進化したアーマー体。
ムースモン
ホークモンが希望のデジメンタルで進化したアーマー体。
ハーピモン
ホークモンが光のデジメンタルで進化したアーマー体。
ピーコックモン
ホークモンが奇跡のデジメンタルで進化したアーマー体。
トーカンモン
ホークモンが優しさのデジメンタルで進化したアーマー体。

## 登場人物としてのホークモン

### アニメ

#### デジモンアドベンチャー02
愛情のデジメンタルから出現した井ノ上京のパートナーデジモン。声優は遠近孝一。冷静で礼儀正しく、基本的に設定に忠実。パートナーデジモンで初めてパートナーとなる人間と性別が異なっている。和風なものを好む。破天荒な京に振り回されているが、誰よりも京の良さを理解している。京とは対照的に機械が苦手という設定があったが、そのような描写が無い。
成熟期になる通常進化が全体的に封じられた序盤や、後半の一部の戦いにおいて、京の持つ愛情と純真のデジメンタルで2種のアーマー体に進化して、愛情のデジメンタルの力で進化したホルスモンで風と飛翔能力、純真のデジメンタルの力で進化するシュリモンでトリッキーな戦法を駆使してデジモンたちと戦ったり、移動に用いられたりした。
また、ドラマCD『未知へのアーマー進化』では、本宮大輔の所持する友情のデジメンタルの力でリンクモンへと進化した。
なお、進化する時にホルスモンは「羽ばたく愛情」、シュリモンは「弾ける純真」、リンクモンは「ジェットな友情」のキメ台詞がそれぞれある。
- プルルモン⇔ポロモン⇔ホークモン⇔アクィラモン⇔シルフィーモン
- →ホルスモン/シュリモン/リンクモン

#### デジモンテイマーズ
- 直接登場しないが、デジメンタルでアーマー進化した複数の凶悪な個体が登場、主人公たちを襲うが、全滅した。

#### デジモンゴーストゲーム
ホークモン→オルカモン
声- 関根有咲、長江里加
　第18話に登場。成長期→アーマー体。
　「行方不明になった人間の友達・カズマを探してほしい」と宙に頼みに来た。カズマを守りたいという想いからオルカモンに進化を遂げる。